# Liste der Baudenkmäler in Klausen (Südtirol)
Die Liste der Baudenkmäler in Klausen (italienisch Chiusa) enthält die 87 als Baudenkmäler ausgewiesenen Objekte auf dem Gebiet der Gemeinde Klausen.
Basis ist das im Internet einsehbare offizielle Verzeichnis der Baudenkmäler in Südtirol. Dabei kann es sich beispielsweise um Sakralbauten, Wohnhäuser, Bauernhöfe und Adelsansitze handeln. Die Reihenfolge in dieser Liste orientiert sich an der Bezeichnung, alternativ ist sie auch nach der Adresse oder dem Datum der Unterschutzstellung sortierbar.

## Liste
| Foto |                 | Bezeichnung                                                                   | Standort                                        | Eintragung                   | Beschreibung | Metadaten                                                                              |
| ---- | --------------- | ----------------------------------------------------------------------------- | ----------------------------------------------- | ---------------------------- | --- | -------------------------------------------------------------------------------------- |
| ja   | Datei hochladen | Alte Schmiede ID: 15405                                                       | Gerbergasse 2, 8 46° 38′ 22″ N, 11° 33′ 54″ O   | 25. Juli 1951 (MD)           | Städtisches Wohnhaus | KG: Klausen Bauparzelle: 89, 90                                                        |
| ja   | Datei hochladen | Altes Rathaus ID: 15421                                                       | Oberstadt 29 46° 38′ 26″ N, 11° 33′ 59″ O       | 25. Juli 1951 (MD)           | Städtisches Wohnhaus | KG: Klausen Bauparzelle: 113                                                           |
| ja   | Datei hochladen | Altes Spital ID: 15400                                                        | Färbergasse 10 46° 38′ 22″ N, 11° 33′ 58″ O     | 6. Juli 1951 (MD)            | Spital | KG: Klausen Bauparzelle: 44                                                            |
| ja   | Datei hochladen | Anger ID: 15377                                                               | 46° 38′ 41″ N, 11° 34′ 59″ O                    | 20. Feb. 1951 (MD)           | Ansitz | KG: Gries bei Klausen Bauparzelle: 36, 37                                              |
| BW   | Datei hochladen | Ansheim ID: 15445                                                             | 46° 38′ 22″ N, 11° 33′ 46″ O                    | 13. Nov. 1978 (BLR-LAB 7795) | Ansitz | KG: Frag Bauparzelle: 10                                                               |
| ja   | Datei hochladen | Apostelkirche ID: 15427                                                       | 46° 38′ 30″ N, 11° 34′ 6″ O                     | 13. Nov. 1978 (BLR-LAB 7795) | Kirche | KG: Klausen Bauparzelle: 124                                                           |
| ja   | Datei hochladen | Auf der Frag 21 ID: 15366                                                     | Auf der Frag 21 46° 38′ 17″ N, 11° 33′ 46″ O    | 13. Nov. 1978 (BLR-LAB 7795) | Ländliches Wohnhaus/Bauernhof                                                                                                 | KG: Frag Bauparzelle: 19                                                               |
| ja   | Datei hochladen | Bahnhof Klausen ID: 50102                                                     | 46° 38′ 34″ N, 11° 34′ 22″ O                    | 5. Apr. 2004 (BLR-LAB 1083)  | Bahnhof/Remise | KG: Gries bei Klausen Bauparzelle: 497                                                 |
| ja   | Datei hochladen | Benediktinerinnenstift Säben mit Marienkirche ID: 15430                       | 46° 38′ 40″ N, 11° 34′ 5″ O                     | 14. Juni 1982 (BLR-LAB 3604) | Kloster | KG: Latzfons Bauparzelle: 18, 19, 20                                                   |
| BW   | Datei hochladen | Benefiziatenhaus ID: 15380                                                    | 46° 38′ 55″ N, 11° 36′ 9″ O                     | 14. Juni 1982 (BLR-LAB 3604) | Ländliches Wohnhaus/Bauernhof                                                                                                 | KG: Gufidaun Bauparzelle: 8                                                            |
| BW   | Datei hochladen | Benefiziatenhaus ID: 15390                                                    | Oberstadt 64 46° 38′ 28″ N, 11° 34′ 3″ O        | 13. Nov. 1978 (BLR-LAB 7795) | Städtisches Wohnhaus | KG: Klausen Bauparzelle: 6 Grundparzelle: 9/2                                          |
| ja   | Datei hochladen | Bildstock ID: 15385                                                           | 46° 38′ 45″ N, 11° 35′ 53″ O                    | 14. Juni 1982 (BLR-LAB 3604) | Bildstock | KG: Gufidaun Grundparzelle: 270/1                                                      |
| ja   | Datei hochladen | Branzoll ID: 15413                                                            | 46° 38′ 25″ N, 11° 33′ 55″ O                    | 25. Juli 1951 (MD)           | Burg/Schloss | KG: Klausen Bauparzelle: 105/1, 105/2, 105/3                                           |
| BW   | Datei hochladen | Eichbichler ID: 50601                                                         | 46° 38′ 22″ N, 11° 33′ 57″ O                    | 11. Apr. 2017 (BLR-LAB 427)  | viergeschoßiges, dreiachsiges Gebäude                                                                                         | KG: Klausen Bauparzelle: 49                                                            |
| ja   | Datei hochladen | Färbergasse 16 ID: 15399                                                      | Färbergasse 16 46° 38′ 22″ N, 11° 33′ 59″ O     | 25. Juli 1951 (MD)           | Städtisches Wohnhaus | KG: Klausen Bauparzelle: 40                                                            |
| ja   | Datei hochladen | Fragburg ID: 15370                                                            | 46° 38′ 16″ N, 11° 33′ 39″ O                    | 14. Dez. 1950 (MD)           | Ansitz | KG: Frag Bauparzelle: 37                                                               |
| ja   | Datei hochladen | Garnstein ID: 15442                                                           | 46° 39′ 52″ N, 11° 32′ 28″ O                    | 16. Sep. 1986 (BLR-LAB 5108) | Burg/Schloss | KG: Latzfons Bauparzelle: 182                                                          |
| BW   | Datei hochladen | Gasthaus zum Bären ID: 15396                                                  | Unterstadt 3 46° 38′ 23″ N, 11° 33′ 58″ O       | 6. Juli 1951 (MD)            | Gasthaus | KG: Klausen Bauparzelle: 36                                                            |
| ja   | Datei hochladen | Gasthaus zum Hirschen ID: 15402                                               | Tinneplatz 7 46° 38′ 21″ N, 11° 33′ 54″ O       | 6. Juli 1951 (MD)            | Gasthaus | KG: Klausen Bauparzelle: 63                                                            |
| ja   | Datei hochladen | Gasthaus zur Post ID: 15401                                                   | Tinneplatz 3 46° 38′ 21″ N, 11° 33′ 57″ O       | 15. Okt. 1951 (MD)           | Gasthaus | KG: Klausen Bauparzelle: 51/1, 51/2                                                    |
| BW   | Datei hochladen | Gasthaus zur Rose ID: 15409                                                   | Unterstadt 16 46° 38′ 23″ N, 11° 33′ 56″ O      | 6. Juli 1951 (MD)            | Gasthaus | KG: Klausen Bauparzelle: 100                                                           |
| BW   | Datei hochladen | Gasthof Weißes Keuz ID: 15412                                                 | Unterstadt 4 46° 38′ 24″ N, 11° 33′ 57″ O       | 25. Juli 1951 (MD)           | Gasthaus | KG: Klausen Bauparzelle: 103                                                           |
| ja   | Datei hochladen | Griesbruck ID: 15372                                                          | 46° 38′ 23″ N, 11° 34′ 5″ O                     | 27. Okt. 1948 (MD)           | Ansitz | KG: Gries bei Klausen Bauparzelle: 1                                                   |
| ja   | Datei hochladen | Heilig-Kreuz-Kapelle ID: 15369                                                | 46° 38′ 17″ N, 11° 33′ 39″ O                    | 14. Dez. 1950 (MD)           | Kirche | KG: Frag Bauparzelle: 36                                                               |
| ja   | Datei hochladen | Heilig-Kreuz-Kirche auf Säben ID: 15429                                       | 46° 38′ 41″ N, 11° 34′ 6″ O                     | 14. Juni 1982 (BLR-LAB 3604) | Kirche | KG: Latzfons Bauparzelle: 17                                                           |
| ja   | Datei hochladen | Heiligkreuz auf Ritzlar ID: 15441                                             | 46° 42′ 6″ N, 11° 29′ 59″ O                     | 14. Juni 1982 (BLR-LAB 3604) | Kirche | KG: Latzfons Bauparzelle: 157                                                          |
| ja   | Datei hochladen | Hintner in Verdings ID: 15435                                                 | 46° 39′ 22″ N, 11° 34′ 21″ O                    | 14. Juni 1982 (BLR-LAB 3604) | Ländliches Wohnhaus/Bauernhof                                                                                                 | KG: Latzfons Bauparzelle: 44                                                           |
| BW   | Datei hochladen | Hulz ID: 15383                                                                | 46° 38′ 40″ N, 11° 35′ 56″ O                    | 7. Juni 1951 (MD)            | Ländliches Wohnhaus/Bauernhof                                                                                                 | KG: Gufidaun Bauparzelle: 45                                                           |
| ja   | Datei hochladen | Johannser ID: 15365                                                           | 46° 38′ 33″ N, 11° 33′ 27″ O                    | 14. Dez. 1950 (MD)           | Ländliches Wohnhaus/Bauernhof                                                                                                 | KG: Frag Bauparzelle: 4                                                                |
| ja   | Datei hochladen | Kapelle zur Schmerzhaften in Runggalten ID: 15444                             | 46° 40′ 5″ N, 11° 31′ 9″ O                      | 7. Juni 1951 (MD)            | Kapelle | KG: Latzfons Bauparzelle: 251                                                          |
| ja   | Datei hochladen | Kapuzinerkloster, Kirche St. Felix von Cantalicio und Loretokapelle ID: 18060 | 46° 38′ 20″ N, 11° 33′ 48″ O                    | 5. Nov. 2012 (BLR-LAB 1642)  | Kloster mit angebauter Kirche; die Loretokapelle befindet sich wenige Meter südwestlich auf 46° 38′ 17,9″ N, 11° 33′ 47,1″ O. | KG: Frag Bauparzelle: 14, 15, 17, 720                                                  |
| ja   | Datei hochladen | Koburg ID: 15382                                                              | 46° 38′ 56″ N, 11° 36′ 0″ O                     | 7. Juni 1951 (MD)            | Ansitz | KG: Gufidaun Bauparzelle: 29                                                           |
| ja   | Datei hochladen | Liebfrauenkirche mit Marienkapelle auf Säben ID: 15431                        | 46° 38′ 35″ N, 11° 34′ 1″ O                     | 14. Juni 1982 (BLR-LAB 3604) | Kirche | KG: Latzfons Bauparzelle: 21                                                           |
| ja   | Datei hochladen | Mair im Dorf ID: 15438                                                        | 46° 40′ 12″ N, 11° 32′ 57″ O                    | 7. Juni 1951 (MD)            | Ländliches Wohnhaus/Bauernhof                                                                                                 | KG: Latzfons Bauparzelle: 101/1                                                        |
| ja   | Datei hochladen | Mairheim ID: 15367                                                            | 46° 38′ 15″ N, 11° 33′ 43″ O                    | 14. Dez. 1950 (MD)           | Ansitz | KG: Frag Bauparzelle: 26/1, 770                                                        |
| ja   | Datei hochladen | Marienkapelle in Pardell ID: 15443                                            | 46° 39′ 3″ N, 11° 34′ 18″ O                     | 16. Sep. 1986 (BLR-LAB 5108) | Kapelle | KG: Latzfons Bauparzelle: 207                                                          |
| ja   | Datei hochladen | Marktplatz 1 ID: 15428                                                        | Marktplatz 1 46° 38′ 31″ N, 11° 34′ 6″ O        | 13. Nov. 1978 (BLR-LAB 7795) | Städtisches Wohnhaus | KG: Klausen Bauparzelle: 125/1                                                         |
| ja   | Datei hochladen | Menhir beim Mair in Ums ID: 15371                                             | 46° 38′ 46″ N, 11° 33′ 15″ O                    | 16. Sep. 1986 (BLR-LAB 5108) | Denkmal | KG: Frag Grundparzelle: 41                                                             |
| ja   | Datei hochladen | Mesnerturm ID: 15394                                                          | 46° 38′ 22″ N, 11° 34′ 0″ O                     | 13. Nov. 1978 (BLR-LAB 7795) | Brücke | KG: Klausen Bauparzelle: 34                                                            |
| ja   | Datei hochladen | Neidegg ID: 15376                                                             | 46° 38′ 34″ N, 11° 35′ 1″ O                     | 14. Juni 1982 (BLR-LAB 3604) | Ansitz | KG: Gries bei Klausen Bauparzelle: 35/2, 35/3                                          |
| BW   | Datei hochladen | Oberstadt 1 ID: 15415                                                         | Oberstadt 1 46° 38′ 24″ N, 11° 33′ 58″ O        | 6. Juli 1951 (MD)            | Städtisches Wohnhaus | KG: Klausen Bauparzelle: 107                                                           |
| BW   | Datei hochladen | Oberstadt 3 ID: 15416                                                         | Oberstadt 3 46° 38′ 25″ N, 11° 33′ 58″ O        | 6. Juli 1951 (MD)            | Städtisches Wohnhaus | KG: Klausen Bauparzelle: 108                                                           |
| ja   | Datei hochladen | Oberstadt 9 ID: 15417                                                         | Oberstadt 9 46° 38′ 25″ N, 11° 33′ 59″ O        | 6. Juli 1951 (MD)            | Gasthaus | KG: Klausen Bauparzelle: 109                                                           |
| ja   | Datei hochladen | Oberstadt 13 ID: 15418                                                        | Oberstadt 13 46° 38′ 25″ N, 11° 33′ 59″ O       | 13. Nov. 1978 (BLR-LAB 7795) | Städtisches Wohnhaus | KG: Klausen Bauparzelle: 110                                                           |
| BW   | Datei hochladen | Oberstadt 14 ID: 15392                                                        | Oberstadt 14 46° 38′ 25″ N, 11° 34′ 0″ O        | 6. Juli 1951 (MD)            | Städtisches Wohnhaus | KG: Klausen Bauparzelle: 23                                                            |
| BW   | Datei hochladen | Oberstadt 14 ID: 50529                                                        | Oberstadt 14 46° 38′ 25″ N, 11° 34′ 0″ O        | 20. Jan. 1997 (BLR-LAB 137)  | Städtisches Wohnhaus | KG: Klausen Bauparzelle: 22                                                            |
| BW   | Datei hochladen | Oberstadt 17 ID: 15419                                                        | Oberstadt 17 46° 38′ 26″ N, 11° 33′ 59″ O       | 13. Nov. 1978 (BLR-LAB 7795) | Städtisches Wohnhaus | KG: Klausen Bauparzelle: 111                                                           |
| BW   | Datei hochladen | Oberstadt 21 ID: 15420                                                        | Oberstadt 21 46° 38′ 26″ N, 11° 33′ 59″ O       | 25. Juli 1951 (MD)           | Städtisches Wohnhaus | KG: Klausen Bauparzelle: 112                                                           |
| BW   | Datei hochladen | Oberstadt 39 ID: 15422                                                        | Oberstadt 39 46° 38′ 27″ N, 11° 34′ 1″ O        | 13. Nov. 1978 (BLR-LAB 7795) | Städtisches Wohnhaus | KG: Klausen Bauparzelle: 115                                                           |
| ja   | Datei hochladen | Oberstadt 41 ID: 15423                                                        | Oberstadt 41 46° 38′ 27″ N, 11° 34′ 1″ O        | 6. Juli 1951 (MD)            | Städtisches Wohnhaus | KG: Klausen Bauparzelle: 116                                                           |
| ja   | Datei hochladen | Oberstadt 57 ID: 15424                                                        | Oberstadt 57 46° 38′ 29″ N, 11° 34′ 2″ O        | 6. Juli 1951 (MD)            | Gasthaus | KG: Klausen Bauparzelle: 120                                                           |
| BW   | Datei hochladen | Oberstadt 62, Gerichtsämter ID: 15391                                         | Oberstadt 62 46° 38′ 28″ N, 11° 34′ 2″ O        | 13. Nov. 1978 (BLR-LAB 7795) | Städtisches Wohnhaus | KG: Klausen Bauparzelle: 7, 8                                                          |
| ja   | Datei hochladen | Oberstadt 65 ID: 15425                                                        | Oberstadt 65 46° 38′ 29″ N, 11° 34′ 3″ O        | 6. Juli 1951 (MD)            | Städtisches Wohnhaus | KG: Klausen Bauparzelle: 121                                                           |
| ja   | Datei hochladen | Oberstadt 66 ID: 15389                                                        | Oberstadt 66 46° 38′ 28″ N, 11° 34′ 4″ O        | 6. Juli 1951 (MD)            | Städtisches Wohnhaus | KG: Klausen Bauparzelle: 5                                                             |
| ja   | Datei hochladen | Oberstadt 67 ID: 15426                                                        | Oberstadt 67 46° 38′ 29″ N, 11° 34′ 4″ O        | 13. Nov. 1978 (BLR-LAB 7795) | Zollhaus | KG: Klausen Bauparzelle: 122                                                           |
| ja   | Datei hochladen | Oberstadt 68-70 ID: 15388                                                     | Oberstadt 68-70 46° 38′ 29″ N, 11° 34′ 4″ O     | 6. Juli 1951 (MD)            | Städtisches Wohnhaus | KG: Klausen Bauparzelle: 4                                                             |
| BW   | Datei hochladen | Oberstadt 72 ID: 15387                                                        | Oberstadt 72 46° 38′ 29″ N, 11° 34′ 5″ O        | 15. Okt. 1951 (MD)           | Städtisches Wohnhaus | KG: Klausen Bauparzelle: 3                                                             |
| ja   | Datei hochladen | Pfarrkirche St. Jakob mit Friedhof ID: 15440                                  | 46° 40′ 9″ N, 11° 32′ 58″ O                     | 14. Juni 1982 (BLR-LAB 3604) | Kirche | KG: Latzfons Bauparzelle: 113 Grundparzelle: 1151                                      |
| ja   | Datei hochladen | Pfarrkirche St. Martin mit Friedhofskapelle und Friedhof ID: 15378            | 46° 38′ 56″ N, 11° 36′ 8″ O                     | 14. Juni 1982 (BLR-LAB 3604) | Kirche | KG: Gufidaun Bauparzelle: 1, 2 Grundparzelle: 1                                        |
| ja   | Datei hochladen | Pfarrplatz 4 ID: 15414                                                        | Pfarrplatz 4 46° 38′ 24″ N, 11° 33′ 58″ O       | 6. Juli 1951 (MD)            | Städtisches Wohnhaus | KG: Klausen Bauparzelle: 106                                                           |
| ja   | Datei hochladen | Pfarrplatz 10 ID: 15395                                                       | Pfarrplatz 10 46° 38′ 23″ N, 11° 33′ 58″ O      | 6. Juli 1951 (MD)            | Städtisches Wohnhaus | KG: Klausen Bauparzelle: 35                                                            |
| ja   | Datei hochladen | Rathaus ID: 15386                                                             | Oberstadt 74 46° 38′ 29″ N, 11° 34′ 6″ O        | 13. Nov. 1978 (BLR-LAB 7795) | Spital | KG: Klausen Bauparzelle: 2/1                                                           |
| BW   | Datei hochladen | Rechegg mit Bildstock ID: 15368                                               | Auf der Frag 17 46° 38′ 19″ N, 11° 33′ 44″ O    | 14. Dez. 1950 (MD)           | Ländliches Wohnhaus/Bauernhof; der Bildstock befindet sich auf 46° 38′ 17,7″ N, 11° 33′ 45,8″ O.                              | KG: Frag Bauparzelle: 34                                                               |
| BW   | Datei hochladen | Säbener Aufgang 2 ID: 15404                                                   | Säbener Aufgang 2 46° 38′ 23″ N, 11° 33′ 55″ O  | 13. Nov. 1978 (BLR-LAB 7795) | Städtisches Wohnhaus, im Kellergeschoß mit dem Zollmauerhaus zusammengebaut                                                   | KG: Klausen Bauparzelle: 88                                                            |
| BW   | Datei hochladen | Säbener Aufgang 2 ID: 15407                                                   | Säbener Aufgang 2 46° 38′ 23″ N, 11° 33′ 56″ O  | 6. Juli 1951 (MD)            | Städtisches Wohnhaus | KG: Klausen Bauparzelle: 98                                                            |
| ja   | Datei hochladen | Seebegg ID: 15374                                                             | 46° 38′ 19″ N, 11° 34′ 8″ O                     | 16. Okt. 1948 (MD)           | Ansitz | KG: Gries bei Klausen Bauparzelle: 13                                                  |
| ja   | Datei hochladen | St. Katharina in Viers ID: 15433                                              | 46° 39′ 10″ N, 11° 34′ 41″ O                    | 7. Juni 1951 (MD)            | Kirche | KG: Latzfons Bauparzelle: 35                                                           |
| ja   | Datei hochladen | St. Peter im Wald in Latzfons ID: 15437                                       | 46° 40′ 30″ N, 11° 32′ 24″ O                    | 14. Juni 1982 (BLR-LAB 3604) | Kirche | KG: Latzfons Bauparzelle: 98                                                           |
| ja   | Datei hochladen | St. Sebastian ID: 50103                                                       | 46° 38′ 47″ N, 11° 34′ 48″ O                    | 11. Dez. 1937 (MD)           | Kirche | KG: Latzfons Bauparzelle: 1 Grundparzelle: 1/5, 8/2, 9/1, 9/10                         |
| ja   | Datei hochladen | St. Theobald in Bad Froi ID: 15384                                            | 46° 37′ 48″ N, 11° 38′ 4″ O                     | 14. Juni 1982 (BLR-LAB 3604) | Kirche | KG: Gufidaun Bauparzelle: 78                                                           |
| ja   | Datei hochladen | St. Valentin mit Friedhofskapelle und Friedhof in Verdings ID: 15434          | 46° 39′ 18″ N, 11° 34′ 16″ O                    | 14. Juni 1982 (BLR-LAB 3604) | Kirche | KG: Latzfons Bauparzelle: 309, 38 Grundparzelle: 482                                   |
| ja   | Datei hochladen | Stadtpfarrkirche St. Andreas mit Friedhofskapelle ID: 15393                   | 46° 38′ 23″ N, 11° 34′ 0″ O                     | 13. Nov. 1978 (BLR-LAB 7795) | Kirche | KG: Klausen Bauparzelle: 31, 33                                                        |
| ja   | Datei hochladen | Summersberg ID: 15379                                                         | 46° 38′ 55″ N, 11° 36′ 12″ O                    | 7. Juni 1951 (MD)            | Burg/Schloss | KG: Gufidaun Bauparzelle: 3, 5                                                         |
| ja   | Datei hochladen | Telfner in Verdings ID: 15436                                                 | 46° 39′ 48″ N, 11° 33′ 56″ O                    | 14. Juni 1982 (BLR-LAB 3604) | Ländliches Wohnhaus/Bauernhof                                                                                                 | KG: Latzfons Bauparzelle: 57                                                           |
| ja   | Datei hochladen | Tinneplatz 15 ID: 15406                                                       | Tinneplatz 15 46° 38′ 22″ N, 11° 33′ 55″ O      | 6. Juli 1951 (MD)            | Städtisches Wohnhaus | KG: Klausen Bauparzelle: 96                                                            |
| ja   | Datei hochladen | Torturm und Ringmauer von Säben ID: 15432                                     | 46° 38′ 36″ N, 11° 33′ 58″ O                    | 14. Juni 1982 (BLR-LAB 3604) | Befestigungsanlagen | KG: Latzfons Bauparzelle: 22                                                           |
| ja   | Datei hochladen | Turmwirt ID: 15381                                                            | Gufidaun 50 46° 38′ 55″ N, 11° 36′ 9″ O         | 14. Juni 1982 (BLR-LAB 3604) | Gasthaus | KG: Gufidaun Bauparzelle: 9                                                            |
| ja   | Datei hochladen | Unsere Liebe Frau im Dorf ID: 15439                                           | 46° 40′ 13″ N, 11° 32′ 59″ O                    | 14. Juni 1982 (BLR-LAB 3602) | Kirche | KG: Latzfons Bauparzelle: 102                                                          |
| BW   | Datei hochladen | Unterstadt 5 ID: 15397                                                        | Unterstadt 5 46° 38′ 23″ N, 11° 33′ 57″ O       | 6. Juli 1951 (MD)            | Städtisches Wohnhaus | KG: Klausen Bauparzelle: 37                                                            |
| BW   | Datei hochladen | Unterstadt 6 ID: 15411                                                        | Unterstadt 6 46° 38′ 23″ N, 11° 33′ 57″ O       | 25. Juli 1951 (MD)           | Städtisches Wohnhaus | KG: Klausen Bauparzelle: 102                                                           |
| BW   | Datei hochladen | Unterstadt 9 ID: 15398                                                        | Unterstadt 9 46° 38′ 23″ N, 11° 33′ 57″ O       | 13. Nov. 1978 (BLR-LAB 7795) | Städtisches Wohnhaus | KG: Klausen Bauparzelle: 38                                                            |
| BW   | Datei hochladen | Unterstadt 12 ID: 15410                                                       | Unterstadt 12 46° 38′ 23″ N, 11° 33′ 57″ O      | 25. Juli 1951 (MD)           | Städtisches Wohnhaus | KG: Klausen Bauparzelle: 101                                                           |
| ja   | Datei hochladen | Unterstadt 20 ID: 15408                                                       | Unterstadt 20 46° 38′ 23″ N, 11° 33′ 56″ O      | 6. Juli 1951 (MD)            | Städtisches Wohnhaus | KG: Klausen Bauparzelle: 99                                                            |
| ja   | Datei hochladen | Viadukt der Grödner Bahn ID: 50605                                            | 46° 38′ 36″ N, 11° 34′ 31″ O                    | 5. Sep. 2017 (BLR-LAB 971)   | 102,85 m langer steinerner Viadukt                                                                                            | KG: Griesbruck Grundparzelle: 5225/21                                                  |
| ja   | Datei hochladen | Villa Köster mit Nebengebäude und Park ID: 15375                              | 46° 38′ 22″ N, 11° 34′ 13″ O                    | 23. Aug. 1988 (BLR-LAB 5419) | Villa/Sommerfrischhaus | KG: Gries bei Klausen Bauparzelle: 28, 29 Grundparzelle: 121/1, 121/2, 121/3, 122, 123 |
| ja   | Datei hochladen | Widum (Bärburg) ID: 15373                                                     | 46° 38′ 21″ N, 11° 34′ 2″ O                     | 13. Nov. 1978 (BLR-LAB 7795) | Ansitz | KG: Gries bei Klausen Bauparzelle: 6                                                   |
| ja   | Datei hochladen | Zollmauerhaus Säbener Aufgang 13 ID: 15403                                    | Säbener Aufgang 13 46° 38′ 23″ N, 11° 33′ 54″ O | 25. Juli 1951 (MD)           | Städtisches Wohnhaus | KG: Klausen Bauparzelle: 86                                                            |

Falls bei einem Baudenkmal keine Koordinaten bekannt sind, werden ersatzweise die Katasterdaten zum Zeitpunkt der Unterschutzstellung angegeben. Diese sind weder offiziell noch zwingend aktuell.
Die vom Landesdenkmalamt übernommenen Adressen können veraltet sein.
| Foto:   | Fotografie des Denkmals. Klicken des Fotos erzeugt eine vergrößerte Ansicht. Daneben finden sich zwei Symbole: |
| ID      | Identifikator beim Südtiroler Landesdenkmalamt                                                                 |
| KG      | Katastralgemeinde                                                                                              |
| MD      | Ministerialdekret                                                                                              |
| BLR-LAB | Beschluss der Landesregierung – Landesausschussbeschluss                                                       |